# Juan Carlos Harriott
Juan Carlos Harriott (Jun) (* 28. Oktober 1936 in Coronel Suárez, Argentinien; † 11. September 2023) war ein argentinischer Polospieler. Er wird von vielen als der beste Spieler aller Zeiten angesehen und hielt sein Handicap von 10 zwischen 1961 und 1980. 

## Leben
Juan Carlos „Juancarlitos“ Harriott war der älteste Sohn von Juan Carlos Harriott (Sen) und seiner Frau Elvira de Lusarreta. Er hatte eine Schwester und einen jüngeren Bruder, Alfredo (* 1945), ebenfalls ein Polospieler. Wie hunderte von Polospielern wuchs auch er auf einer Estancia auf, nämlich der Farm seiner Familie in Coronel Suárez, knapp 900 km von Buenos Aires entfernt im Südwesten der Pampa, und lernte reiten zur selben Zeit, als er laufen lernte. 
Bereits sein Vater und sein Onkel waren erfolgreiche Polospieler. Sein Vater, der ein Handicap von 9 erreichte, gewann 8 Argentine Open und 8 Hurlingham Open, neben zahlreichen anderen Turnieren. Beide waren auch bekannte Pferdezüchter, was in einer Sportart, in der der Erfolg eines Spielers zu einem erheblichen Teil von der Qualität seiner Pferde abhängt, nützlich ist. 
Harriotts Karriere als Polospieler begann, als er im August 1953 beim Copa República Argentina im Team Coronel Suárez auf der Position 3 spielte. Er war zu dem Zeitpunkt 17 Jahre alt und hatte ein Handicap von +1. Es war recht ungewöhnlich, dass der am wenigsten erfahrene Spieler diese wichtige Position einnimmt, aber den Zuschauern wurde schnell klar, dass sie Zeugen eines großartigen Debüts waren. Das Turnier gewann allerdings ein anderes Team. Kurz danach wurde Juancarlitos auf eine 3 heraufgesetzt. 1954 begann er in High-Goal-Turnieren zu spielen. 
Das erste Mal gewann er die Argentine Open 1957, zusammen mit seinem Vater im Team Coronel Suárez. Von da an bis 1979 gewann dieses Team mit Harriott Junior als Kapitän des Teams insgesamt 20-mal dieses Turnier, außer in den Jahren 1960, 1971 und 1973. 1961 bekam er die 10 und war damit der erste 10goaler in Argentinien seit 7 Jahren. Auf eigenen Wunsch wurde er 1981 auf eine 9 herabgestuft. Zu seinen weiteren Erfolgen gehören unter anderem 4 Copa de Américas, zahlreiche Hurlingham Open und unzählige andere Turniergewinne. 
Seine Philosophie als Spieler war, immer mit voller Geschwindigkeit zu spielen, als läge das eigene Team ein Tor zurück und das Match würde nur noch eine Minute dauern. Ein Reporter, der ihn spielen sah, bezeichnete ihn als „Aristokrat des Polosports“, aufgrund seines Stils und seiner Manieren auf dem und jenseits des Spielfelds. Wie über Adolfo Cambiaso heute, wurde auch über Harriott gesagt, dass er eigentlich jenseits jedes Handicaps spiele, verglichen mit seinen Zeitgenossen. 1976 erhielt er die Olimpia de Oro („Goldene Olimpia“, eine Auszeichnung, die von argentinischen Sportjournalisten verliehen wird) als einziger Polospieler bislang sowie fünf Olimpia de Plata („Silberne Olimpia“). 
Sein bestes Pferd war „Burra“, das er 11 Jahre lang spielte und danach noch für die Zucht verwendet wurde. 
Er war mit Susana Cavanagh verheiratet und hatte zwei Töchter, Marina und Lucrecia. Er lebte auf seiner Farm La Felisa in Coronel Suárez und war nach seinem Rückzug aus dem Polosport als Pferdezüchter tätig.
Er verstarb am 11. September 2023.

## Erfolge
- Argentine Open (20): 1957, 1958, 1959, 1961, 1962, 1963, 1964, 1965, 1967, 1968, 1969, 1970, 1971, 1972, 1974, 1975, 1976, 1977, 1978 und 1979.
- Tortugas Open (7): 1958 (mit Hurlingham, zusammen mit seinem Vater), 1966 (als Spieler von Tortugas) und als Spieler von  Coronel Suarez 1968, 1972, 1974, 1975 und 1977.
- Hurlingham Open (15): 1957, 1961, 1962, 1963, 1964, 1965, 1966, 1967, 1968, 1969, 1971, 1972, 1974, 1975 und 1977.
- Triple Corona (4) : 1972, 1974, 1975 und 1977.
- Copa de las Américas (4): 1966, 1969, 1979, 1980.
- Copa Sesquicentenario (1): 1966